# Courant stellaire de la Vierge
Le courant stellaire de la Vierge (en anglais, Virgo Stellar Stream), ou surdensité de la Vierge (en anglais, Virgo Overdensity) est le nom proposé pour un courant stellaire dans la constellation de la Vierge découvert en 2005,,. Le courant serait issu des résidus d'une galaxie naine sphéroïdale qui serait en train de fusionner avec la Voie lactée.